# Ernst Heusinger
Ernst Heinrich Christian Heusinger (* 10. August 1792 in Eisenach; † 25. Januar 1884 in Braunschweig), Pseudonym Eduard Heusinger, war ein deutscher Schriftsteller, Redakteur und Sagensammler.

## Leben
Heusingers Vater, der Arzt Johann Heinrich Christian Heusinger, starb noch vor seiner Geburt, seine Mutter heiratete 1793 erneut. Die Familie verzog nach Freudenberg, Vormund des jungen Heusingers wurde der Regierungsrat Wolf. Ab 1807 besuchte er das Gymnasium seiner Geburtsstadt Eisenach, 1808 bis 1816 war er Soldat und diente in Spanien, Frankreich und Italien. Nach seiner Entlassung kehrte er zunächst nach Freudenberg zurück und ließ sich 1817 als Landwirt in Bevern nieder. In der Folge wechselte er in den Staatsdienst und hatte bis zu seiner Pensionierung 1836 Posten als Zoll- und Grenzpassverwalter inne. 1836 siedelte er nach Sallmannshausen über, mietete dort einen Bauernhof und begann mit seiner schriftstellerischen Tätigkeit. 1846 ging er als freier Schriftsteller nach Braunschweig und veröffentlichte seine Schriften unter dem Pseudonym Eduard Heusinger. Er lebte bis zu seinem Tod 1884 in Braunschweig.
Heusinger war zweimal verheiratet. Nach der Scheidung von seiner ersten Frau, mit der er zwei Kinder hatte, im Jahr 1836, heiratete er 1848 erneut. Aus dieser Ehe ging ein Kind hervor.

## Leistungen
Das Schaffen Heusingers war geprägt von der überzogenen unrealen Idealisierung eines Mannes, der von seinem Leben enttäuscht war. Er erwarb sich Verdienste um die Sammlung von Sagen aus dem sächsischen und thüringischen Raum, sie gelten heute als wichtiges Volksgut aus dieser Zeit. Daneben verfasste er Schriften mit autobiografischem Hintergrund, so über seine Zeit als Soldat, sowie zeitgenössische Schriften rund um seine Wahlheimat Braunschweig.

## Schriften
- Ansichten, Beobachtungen und Erfahrungen, gesammelt wä̈hrend der Feldzüge in Valencia und Catalonien in den Jahren 1813 und 1814. G.C.E. Meyer, Braunschweig, 1825.
- Sagen aus dem Werrathale. Bärecke, Eisenach 1841. Reprint der Ausgabe 1941. Verlag Rockstuhl, Bad Langensalza 2009, ISBN 978-3-936030-23-5.
- Diesseits und jenseits des Oceans. G. Rademacher, Braunschweig, 1846.
- Braunschweig in seiner Betheiligung an der deutschen Volkserhebung. 1849.
- Achtundvierzig Jahre. Zeichnungen und Skizzen aus der Mappe eines constitutionellen Officiers. Verlag Hotop, Kassel, 1852.
- Sage und Geschichte aus den Sachsenländern. Kollmann, Leipzig, 1856.
- Geschichte der Residenzstadt Braunschweig von 1806 bis 1831: Mit besonderer Berücksichtigung der Westphälischen Hof- und Staatsverhältnisse. 1861.
- Eines Königs Dank. Rötschke, Leipzig, 1869.